# مصالحة (منظمة)
مصالحة (باللغة العبرية: מוסאלחה) هي منظمة غير ربحية تعمل على تحقيق مصالحة بين الفلسطينيين والإسرائيليين حسب تعاليم الكتاب المقدس عن السلام والعدالة والحب. أما مهمتها كما وردت في الموقع الإلكتروني للمنظمة فهي: 

مصالحة هي منظمة غير ربحية تسعى لتعزيز المصالحة بين الإسرائيليين والفلسطينيين، كما هو موضح في تعاليم يسوع وحياته. نسعى لنكون مشجعين وميسّرين بين الفلسطينيين المسيحيين والإسرائيليين اليهود المسيحيين أولاً ثم الجاليات الأخرى بعد ذلك.

كما تنص على أن مصالحة تسعى لبناء جسور بين مختلف شرائح المجتمعين الفلسطيني والإسرائيلي وفقاً لمبادئ الكتاب المقدس. ثمة شراكات بين مصالحة وعدد من المنظمات المختلفة حول العالم كوزارات المصالحة في الولايات المتحدة  نسخة محفوظة 25 يونيو 2011 على موقع واي باك مشين.، ومنظمة آمزي في ألمانيا وسويسرا  والمنظمات الفلسطينية والإسرائيلية المحلية. أما أعضاء مجلس مصالحة فكلهم من الإسرائيليين اليهود المسيانيين وقادة مسيحيين فلسطينيين في الأراضي الفلسطينية وإسرائيل.